# Ciao/Gabriella
Ciao/Gabriella, è un singolo di Pupo, del 1978. Entrambe le canzoni sono state inserite nell'album Gelato al cioccolato nel 1979

## Tracce
LATO A:
- Ciao (D. Pace-G. Tinti-E. Ghinazzi)

LATO B:
- Gabriella (D. Pace-E. Ghinazzi)